# Lindera flavinervia
Lindera flavinervia är en lagerväxtart som beskrevs av C.K. Allen. Lindera flavinervia ingår i släktet Lindera och familjen lagerväxter. Inga underarter finns listade i Catalogue of Life.